# Alchemilla circumdentata
Alchemilla circumdentata är en rosväxtart som beskrevs av Sergei Vasilievich Juzepczuk. Alchemilla circumdentata ingår i släktet daggkåpor, och familjen rosväxter. Inga underarter finns listade i Catalogue of Life.